# Planilha eletrônica
Planilha eletrônica, planilha de cálculo (português brasileiro) ou folha de cálculo (português europeu) é um software para computação, organização, análise e armazenamento de dados em forma de tabela. As planilhas foram desenvolvidas como análogos computadorizados das planilhas de contabilidade em papel. O programa opera com dados inseridos nas células de uma tabela. Cada célula pode conter dados numéricos ou de texto, ou os resultados de fórmulas que calculam e exibem automaticamente um valor com base no conteúdo de outras células. Uma planilha também pode se referir a um desses documentos eletrônicos.

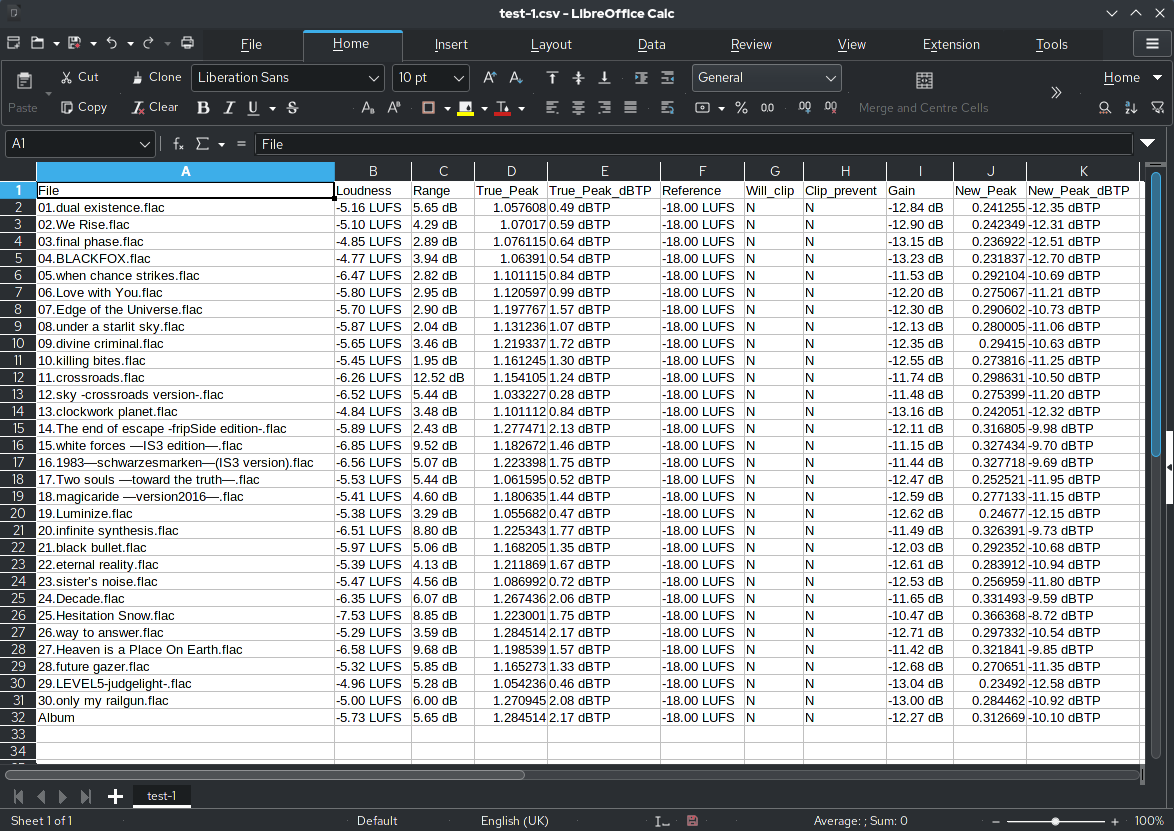
Exemplo de planilha contendo dados sobre um grupo de faixas de áudio

Os usuários de planilhas podem ajustar qualquer valor armazenado e observar os efeitos nos valores calculados. Isso torna a planilha útil para análise "what-if", pois muitos casos podem ser investigados rapidamente sem recálculo manual. O software de planilhas moderno pode ter várias planilhas interativas e pode exibir dados como texto e numerais ou em forma gráfica.
Além de executar funções aritméticas e matemáticas básicas, as planilhas modernas fornecem funções integradas para contabilidade financeira comum e operações estatísticas. Tais cálculos como valor presente líquido ou desvio padrão podem ser aplicados a dados tabulares com uma função pré-programada em uma fórmula. Os programas de planilha também fornecem expressões condicionais, funções para converter entre texto e números e funções que operam em cadeias de texto.
As planilhas substituíram os sistemas baseados em papel em todo o mundo dos negócios. Embora tenham sido desenvolvidos inicialmente para tarefas de contabilidade ou escrituração, eles agora são amplamente usados em qualquer contexto em que as listas tabulares são criadas, classificadas e compartilhadas.

## Uso em Educação Matemática
De acordo com a BNCC, tanto no Ensino Fundamental, quanto no Ensino Médio, espera-se que os estudantes desenvolvam habilidades que envolvem o uso de planilhas eletrônicas, como criação de algorítimos, uso de gráficos e cálculos estatísticos.

### Matemática financeira
As diferentes funções existentes em planilhas eletrônicas, como somas, produtos, média, variância e desvio padrão, podem ser utilizadas dentro do contexto educacional, com relação à educação financeira. As relações que regem o estudo da matemática financeira são fórmulas para cálculos de juros, anuidades e depreciações.
Uma opção para seu uso seria no registro de ganhos e despesas, para controle financeiro e projeções para o futuro, relacionados com o dia a dia do estudante. Isso aproxima os conteúdos pretendidos da realidade do aluno, potencializando o seu processo de aprendizagem e dando sentido para isso.

### Funções polinomiais
O estudo de funções polinomiais no ensino médio envolve análises de gráficos, leis de formações, padrões de crescimento e relações entre variáveis. É possível utilizar planilhas eletrônicas nesse estudo, visto que, em geral, esses softwares possuem recursos para representar crescimentos, criar gráficos e fazer análises de raízes. 

### Expressões Algébricas
O pensamento algébrico toma espaço nas escolas brasileiras desde o início da educação básica. A unidade temática "Álgebra" aparece pela primeira vez, na BNCC, durante o 2º ano do ensino fundamental, com a construção de sequências numéricas a partir de certas regularidades.

A partir dessa concepção, aliado ainda com o objetivo de utilizar tecnologias digitas,  o pensamento algébrico pode ser trabalhado por meio do uso de planilhas eletrônicas, principalmente quando se concebe as células da planilha como algo variável